# Harry Broos
Harry Broos   (Roosendaal, 25 de maig de 1898 - Eindhoven, 16 de juliol de 1954) va ser un atleta i futbolista neerlandès que va competir durant la dècada de 1920.
El 1924 va prendre part en els Jocs Olímpics de París, on disputà tres proves del programa d'atletisme. Guanyà la medalla de bronze en els 4x100 metres relleus, fent equip amb Jan de Vries, Jacob Boot i Marinus van den Berge, mentre en l'100 i 200 metres quedà eliminat en sèries.
Quatre anys més tard, als Jocs d'Amsterdam, quedà eliminat en sèries en les tres proves del programa d'atletisme que disputà: els 200, 400 metres i 4x400 metres relleus.
Broos aconseguí 12 títols nacionals en 100, 200 i 400 metres i un en salt de llargada.
A més de l'atletisme, entre 1922 i 1925 Broos va jugar 23 partits de futbol am el PSV Eindhoven. Després de retirar-se de les competicions, fou dirigent esportiu del PSV.

## Millors marques
- 100 metres. 10.6" (1923)
- 200 metres. 22.0" (1926)
- 400 metres. 49.2" (1927)[1][3]